# Franciszek Klima
Franciszek Klima (ur. 15 grudnia 1935, zm. 24 grudnia 2022 w Krakowie) – polski działacz kulturalny, kierownik Klubu Kultury Mydlniki w Krakowie w latach 1971-2005, animator życia kulturalnego w Mydlnikach oraz popularyzator folkloru. 

## Życiorys
Przez wiele lat prowadził folklorystyczny zespól „Mydlniczanie” współpracując z Józefem Lachnerem. Dla dzieci utworzył Zespół Pieśni i Tańca „Mali Mydlniczanie”, a dla dorosłych mydlnicką kapelę. Zespoły te z powodzeniem występowały na wielu scenach, w tym na konkursach kapel, instrumentalistów i śpiewaków ludowych. Klub Kultury Mydlniki pod okiem Franciszka Klimy prowadził zajęcia plastyczne, komputerowe i siłownię. W klubie kultury odbywały się również otwarte seanse filmowe.
Franciszek Klima za swoją pracę zawodową i działalność społeczną otrzymał brązowy medal za zasługi dla Krakowa – „Kraków 2000” przyznany przez Prezydenta Miasta Krakowa, prof. Andrzeja Gołasia, oraz wyróżnienie Honoris Gratia przyznane przez Prezydenta Miasta Krakowa, prof. Jacka Majchrowskiego. 
Na wniosek Rady Dzielnicy VI Bronowice z okazji 20. rocznicy powstania 18 Dzielnic Krakowa otrzymał pamiątkowy medal ustanowiony przez Radę Miasta Krakowa. 

## Upamiętnienie
Klub Kultury Mydlniki uchwałą nr LVI/392/2023 Rady Dzielnicy VI Bronowice otrzymał imię Franciszka Klimy. Uroczystość nadania imienia miała miejsce 23 września 2023 roku wraz z odsłonięciem tablicy pamiątkowej w holu Klubu podczas wydarzenia związanego z jubileuszem 50-lecia przyłączenia Mydlnik do Krakowa.